# توماس جيفرسون وإعلان استقلال أمريكا
توماس جيفرسون وإعلان استقلال أمريكا هو كتابٌ صادرٌ عام 2005 للكاتب والناقد الأدبيّ البريطانيّ-أمريكيّ كريستوفر هيتشنز، الكتاب عبارة عن سيرة ذاتيّة صغيرة للرئيس الثالث للولايات المتحدة الأمريكيّة، توماس جيفرسون (1801–09) والمشارك الأساسيّ لإعلان الاستقلال الأمريكيّ 1776. أُصدر الكتاب ضمن سلسلة حيوات بارزة الصادرة عن «هاربر كولينز Harper Collins» وهي سلسلة تتناول سير ذاتيّة لبعض الشخصيات الأساسيّة يكتبها كُتاب متميزون.

## مختصر الكتاب
يتناول كريستوفر هيتشنز في هذا الكتاب السيرة الذاتيّة للرئيس الثالث للولايات المتحدة، توماس جيفرسون، واحد من أهم الشخصيات في تاريخ أمريكا، حيث إنّه هو الشخص الذي شارك بقوة في إعلان الاستقلال الأمريكيّ عام 1776، فيكون بذلك أحد الآباء المؤسسين للولايات المتحدة الحديثة. وبهذا الاستقلال أسس جيفرسون لقيام «مفهوم حقوق الإنسان للمرة الأولى في التاريخ بناءً على قيام الجمهوريّة».
يشير هيتشنز في الكتاب أنّه بالرغم من مساندة جيفرسون لحقوق الإنسان، إلا أن التناقض كان حاضرًا بقوة في ذلك. حيث إن تنشئة جيفرسون الأرستقراطيّة كانت مساهمة في دعمه للإبقاء على العبودية والتي نظر إليها بلا اكتراث.
تستكشف السيرة الذاتيّة الحياة الخاصة والعامة لتوماس جيفرسون، بدءً من آرائه وفلسفته السياسيّة مرورًا بعلاقته بالخادمة التي كانت تعمل عنده، سالي هيمنغز Sally Hemings. وفي شرحه لذلك يقول هيتشنز، أنه بالرغم من أن سالي كانت أمة، إلا أنها كانت تُعامل معاملة حسنة ولها علاقة بزوجة جيفرسون، وكانت تُعتبر كأنها ربة منزل.
يحلل هيتشنز نصوص كتبها حيفرسون، موضحًا الأفكار التنويريّة التي قامت عليها السياسة الأمريكيّة مثل الفصل بين الكنيسة والدولة ومنع العقوبات القاسية أو غير المعتادة. وبهذا تكون تلك السيرة الذاتيّة فرصة لدراسة تاريخ السياسة الأمريكيّة بالإضافة لدراسة سيرة شخصية شيقة ومؤثرة في التاريخ.

## الاستقبال
أثنى الكثيرون من النقاد على الكتاب. فقد كتب عنه تيد ويدمير Ted Widmer من نيويورك تايمز، كتب: «يقدم هيتشنز وجهة نظر محركة للمياه الراكدة، من حيث أنّه يكتب باستفاضة عن اللحظة المؤسسة للولايات المتحدة، كما أنّه يكتب عن جيفرسون باعتباره بريطانيّ، ولكنه متأمرك (أصبح أمريكيًا)».
تصف «بابلشرز ويكلي Publishers Weekly» الكتاب باعتباره «سيرة ذاتيّة مختصرة لكنها عميقة» وأضافت: «دراسة شخصيّة مذهلة ومراجعة ممتازة للتاريخ الأمريكيّ».
تسميه كيركس ريفيوز Kirkus Reviews بأنه «رؤية واضحة نقديّة بلطف للرئيس العظيم ومقيم الإمبراطوريّة، والسياسيّ الأكثر تعليمًا».